# Tritomegas
Tritomegas är ett släkte av insekter. Tritomegas ingår i familjen tornbenskinnbaggar.
Släktet innehåller bara arten Tritomegas bicolor.